# クラスノダール市電
クラスノダール市電（ロシア語: Краснодарский трамвай）は、ロシア連邦の都市・クラスノダール市内に路線網を有する路面電車。2021年現在はトロリーバスや路線バスと共に単一企業体のクラスノダール路面電車・トロリーバス管理公社（Краснодарское трамвайно-троллейбусное управление、КТТУ）による運営が行われている。

## 歴史
クラスノダール市内に路面電車が開通したのは1900年、同都市の名称がエカテリノダールであった時代であった。当時の同都市では発展に伴い市内の公共交通機関が求められており、建設や運営は海外企業によって実施された。この路面電車はその利便性から高い評価を受けて路線網が拡充されていったが、その一方で1908年にはパシュコフスカヤに地元資本による路面軌道の運営企業が設立され、1912年4月に同村とエカテリノダールを結ぶ路線が開通した。こちらは当初天然ガスを燃料としていたが、1914年から1915年にかけて電化が行われ、更に同年にはエカテリノダール中心部への延伸が実施された事で既存の路面電車網との競合が起きた。
その後、第一次世界大戦やロシア革命での混乱を経てソビエト連邦（ソ連）が設立された後、これらの企業は纏めて国営の公営路線となり、幾つかの変遷を経て1932年にエカテリノダール改めクラスノダールの路面電車事業部門となった。また、同時期には混乱により休止していた路線の復旧、車両の更新に加え、軌間についてもソ連の路面電車における標準軌にあたる1,524 mmへの更新が実施された。だが、第二次世界大戦（大祖国戦争）の間、1942年から1943年にかけてクラスノダールはドイツ国防軍による占領を受け、路面電車も長期の運行休止を余儀なくされた。運行を再開したのは解放後の1943年6月であったが、その後も変電所の修復などもあり、完全な復旧が完了したのは1950年代となった。
戦後のクラスノダールでは1950年に開通したトロリーバス（クラスノダール・トロリーバス）の路線網の拡大が主に行われ、運営組織名も1952年以降クラスノダール路面電車・トロリーバス管理（Краснодарское трамвайно-троллейбусное управление）に改められた。だが、路面電車網の拡大はトロリーバスと継続して実施されており、クラスノダール各地の通りへの延伸が実施された他、線路や分岐器の修繕・改良工事が継続して実施された。また、車両についても戦前の車両や戦後初期に導入された2軸車に代わってボギー車の導入が進み、1980年代の主力車両はソ連国産の71-605、チェコスロバキア（現：チェコ）製のタトラT3となった。
ソ連崩壊後、クラスノダール路面電車・トロリーバス管理は公営組織から企業への再編が実施され、何度かの再編を経て2003年以降は単一企業体の「クラスノダール路面電車・トロリーバス管理公社（Краснодарское трамвайно-троллейбусное управление、КТТУ）」が各種交通機関の運営を実施している。ソ連崩壊直後の経済的な混乱期の中でもクラスノダール市電は影響を最小限に抑え、新規車庫建設の計画を中止した事で生じた線路や施設などを用いた新規路線の建設が行われ、2000年代以降はモータリーゼーションによる自家用車の増加に対抗するため車両や施設の近代化を積極的に進めている。ただし、クラスノダール路面電車・トロリーバス管理公社単独による車両・設備の更新および老朽化した既存の設備の維持は財政の面で困難であった事から、後述の通り2019年以降はクラスノダール市からの支援を受けた大規模な近代化が行われている。

## 運用
2021年現在、クラスノダール市電は以下の系統を有している。最新のダイヤ改正は2022年3月に実施されており、ソルネチカヤ通り（Улица Солнечной）からモスコフスカヤ通り（Улица Московской）を経由しペトラ・メタルニコワ通り（Улица Петра Метальникова）へ向かう全長2 kmの路線が新たに開通した事に伴い一部系統の延伸が行われた。これらの系統で使用されている車両は以下に記す2箇所の車庫に配置されている。
- 東部車庫（Восточное трамвайное депо） - 1912年に開通したパシュコフスカヤ方面の路線の車庫。クラスノダール中央部および東部の路線で使用される車両が在籍している他、車庫には1931年に導入された2軸車のKhが静態保存されている[5][2]。
- 西部車庫（Западное трамвайное депо） - 1963年にそれまでの北部車庫（Северному трамвайному парку）の代替として開設された車庫。西部や南北を結ぶ路線網で使用される車両が在籍する[6][2]。

運賃は28ルーブルで、乗車券に加えて非接触式ICカードを用いた決済も可能である。
| 系統番号 | 起点                      | 終点                               | 管理車庫 | 管理車庫 | 備考               |
| 系統番号 | 起点                      | 終点                               | 東部     | 西部     | 備考               |
| -------- | ------------------------- | ---------------------------------- | -------- | -------- | ------------------ |
| 1        | Улица Декабристов         | железнодорожный вокзал Краснодар-I | ○        |          |                    |
| 2        | Улица Декабристов         | улица Индустриальная               |          | ○        |                    |
| 3        | Западное трамвайное депо  | улица Декабристов                  | ○        |          |                    |
| 4        | Улица Индустриальная      | Комсомольский микрорайон           | ○        |          |                    |
| 5        | Улица Солнечная           | улица Бершанской                   | ○        |          |                    |
| 6        | Юбилейный микрорайон      | улица Димитрова                    |          | ○        |                    |
| 7        | Западное трамвайное депо  | улица Димитрова                    |          | ○        |                    |
| 8        | улица Солнечная           | хладокомбинат                      | ○        |          |                    |
| 9        | Хладокомбинат             | улица Бершанской                   | ○        |          |                    |
| 10       | Хладокомбинат             | Комсомольский микрорайон           | ○        |          |                    |
| 11       | Юбилейный микрорайон      | железнодорожный вокзал Краснодар-I |          | ○        |                    |
| 12       | Восточное трамвайное депо | Восточное трамвайное депо          | ○        |          | 環状系統(時計回り) |
| 15       | улица Солнечная           | железнодорожный вокзал Краснодар-I |          | ○        |                    |
| 20       | Улица Декабристов         | хладокомбинат                      | ○        |          |                    |
| 21       | улица Солнечная           | Юбилейный микрорайон               |          | ○        |                    |
| 22       | улица Солнечная           | улица Димитрова                    | ○        |          |                    |

## 車両
2021年現在、クラスノダール市電に在籍する車両の形式は以下の通り。製造企業によって在籍する車庫が異なり、東部車庫にはロシア連邦の企業であるウスチ＝カタフスキー車両製造工場製やPC輸送システムズ製の電車が、西部車庫にはČKDタトラ（チェコスロバキア）やウラルトランスマッシュ（ロシア連邦）で製造された電車が配置されているが、最新の超低床電車である71-623-04（ウスチ＝カタフスキー車両製造工場製）については双方の車庫に配置が進められている。また、一部車両は連結運転（2両編成）も行われている。
| 製造企業                         | 形式       | 形式      | 在籍車庫 | 在籍車庫 | 備考・参考                                         |
| 製造企業                         | 形式       | 形式      | 東部車庫 | 西部車庫 | 備考・参考                                         |
| -------------------------------- | ---------- | --------- | -------- | -------- | -------------------------------------------------- |
| ウスチ＝カタフスキー車両製造工場 | 71-605     | 71-605    | ○        |          |                                                    |
| ウスチ＝カタフスキー車両製造工場 | 71-605     | 71-605TH  | ○        |          | 更新車両                                           |
| ウスチ＝カタフスキー車両製造工場 | 71-605     | 71-605U   | ○        |          | 更新車両                                           |
| ウスチ＝カタフスキー車両製造工場 | 71-608     | 71-608K   | ○        |          |                                                    |
| ウスチ＝カタフスキー車両製造工場 | 71-619     | 71-619K   | ○        |          |                                                    |
| ウスチ＝カタフスキー車両製造工場 | 71-619     | 71-619KT  | ○        |          |                                                    |
| ウスチ＝カタフスキー車両製造工場 | 71-623     | 71-623-01 | ○        |          | 部分超低床電車                                     |
| ウスチ＝カタフスキー車両製造工場 | 71-623     | 71-623-02 | ○        |          | 部分超低床電車                                     |
| ウスチ＝カタフスキー車両製造工場 | 71-623     | 71-623-04 | ○        | ○        | 部分超低床電車                                     |
| ウスチ＝カタフスキー車両製造工場 | 71-631     | 71-631-03 | ○        |          | 部分超低床電車 3車体連接車                         |
| PC輸送システムズ                 | 71-931     | 71-931    | ○        |          | 超低床電車 3車体連接車                             |
| ČKDタトラ                        | タトラT3SU |           |          | ○        | 大半の車両は機器更新を実施 一部車両は2両編成で運行 |
| ウラルトランスマッシュ           | 71-407     |           |          | ○        | 部分超低床電車                                     |

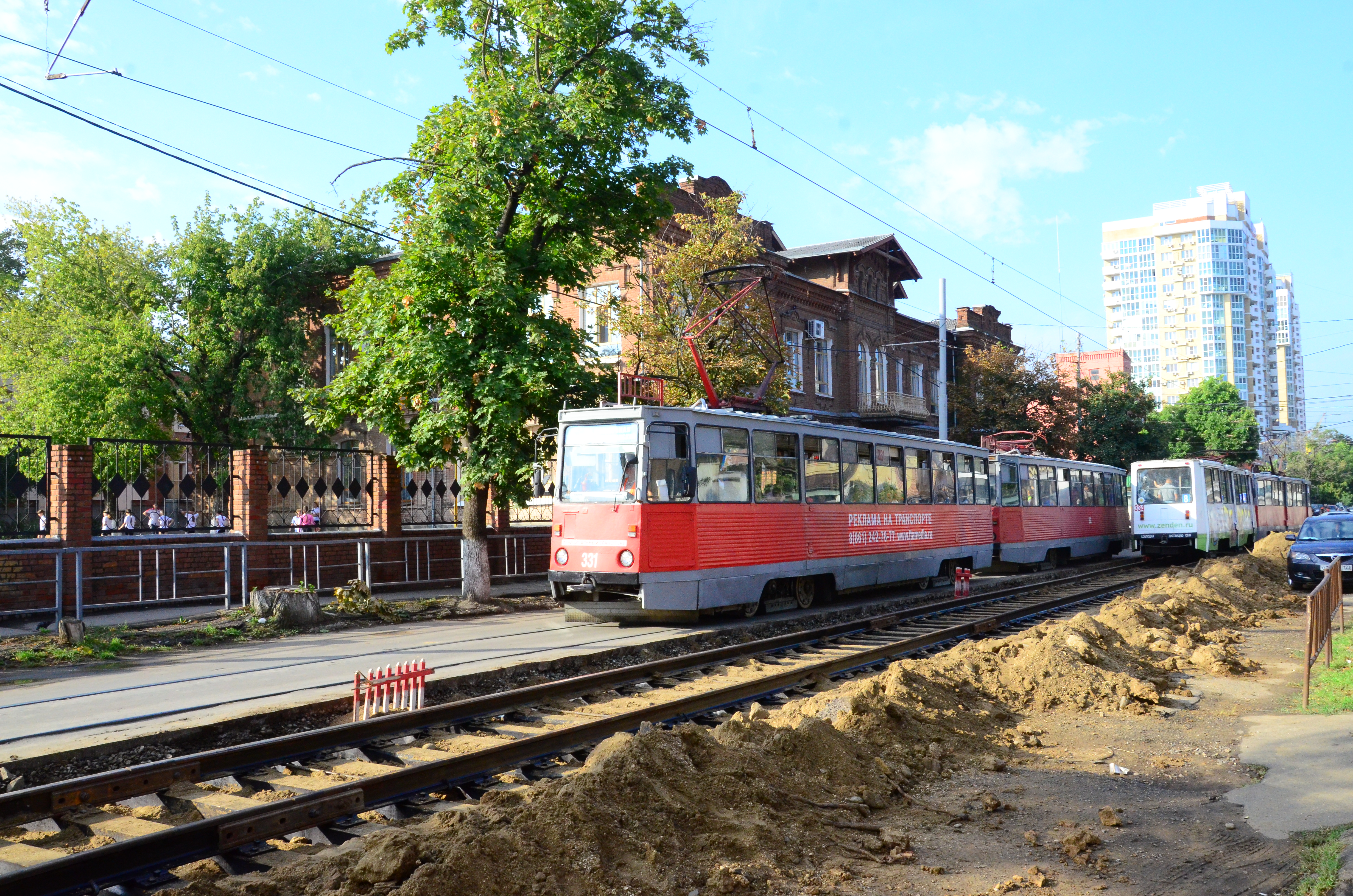
71-605 （2015年撮影）
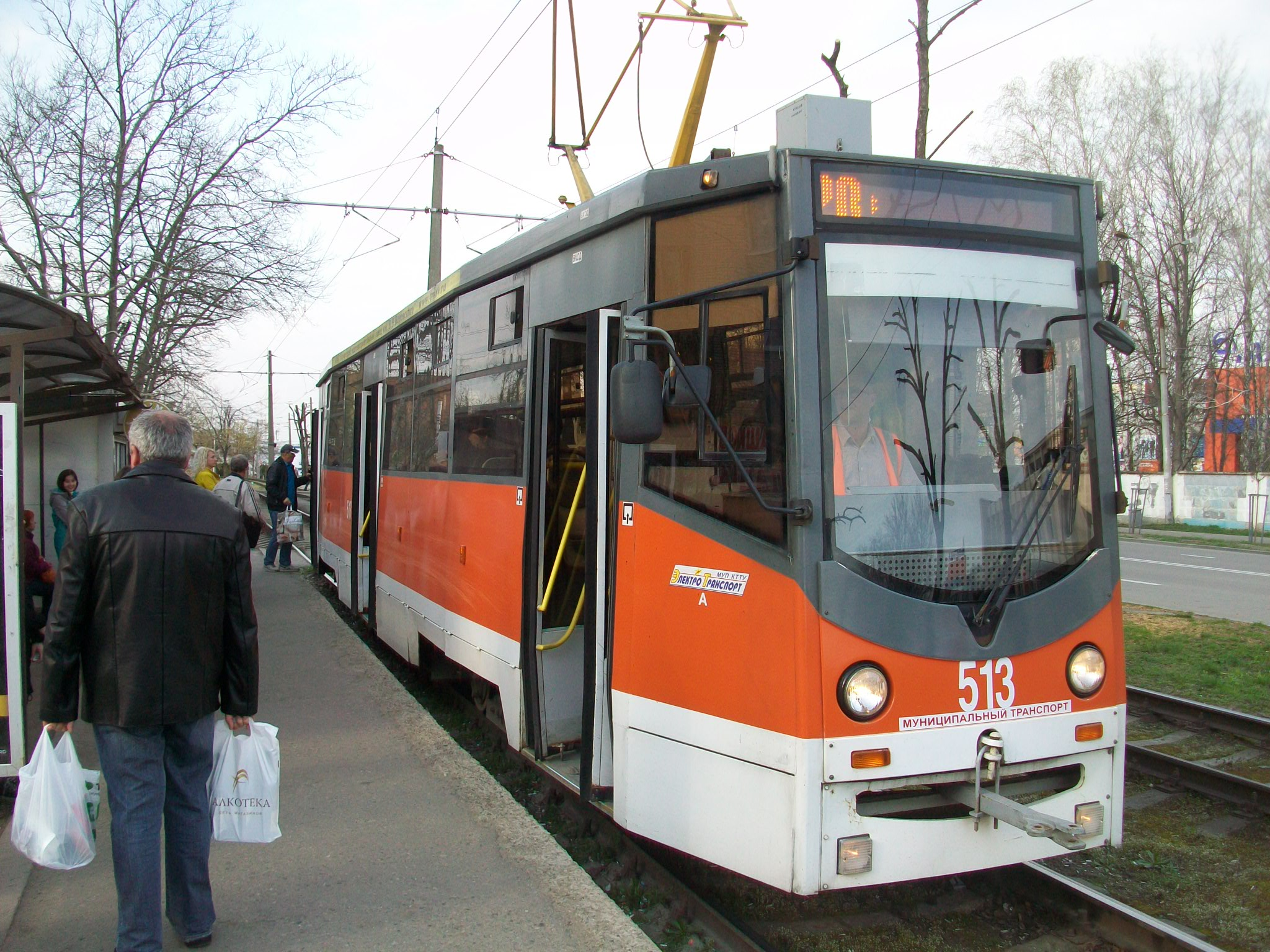
71-605TH （2015年撮影）
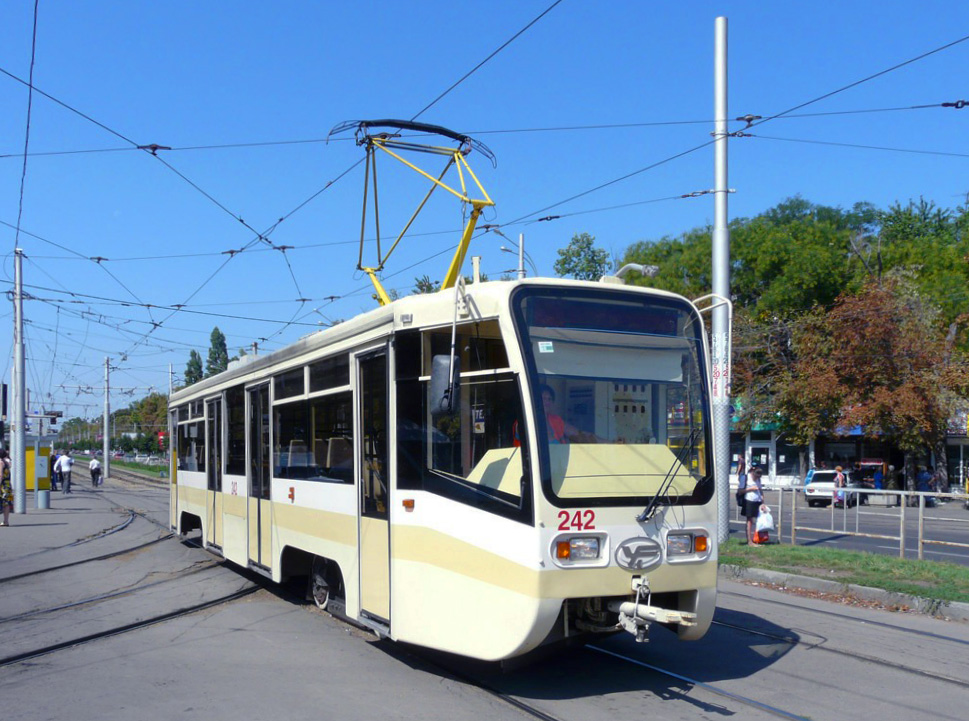
71-619 （2011年撮影）
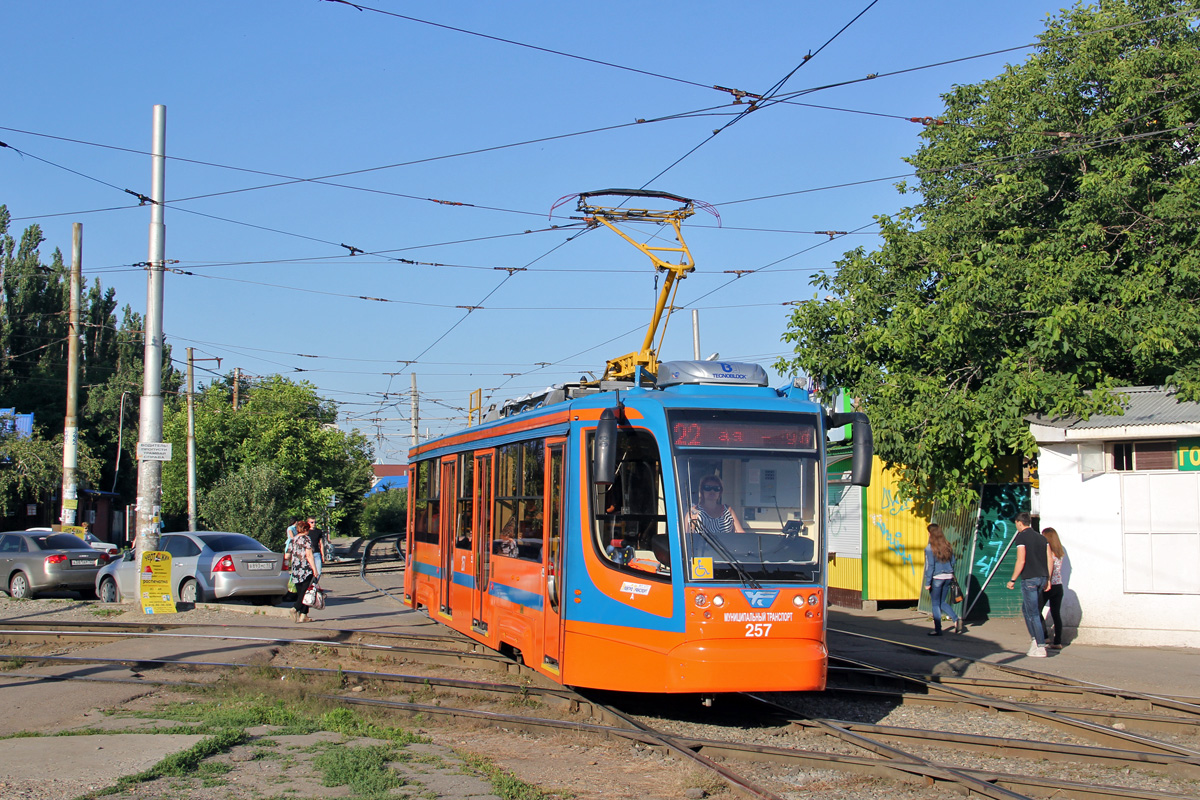
71-623 （2014年撮影）
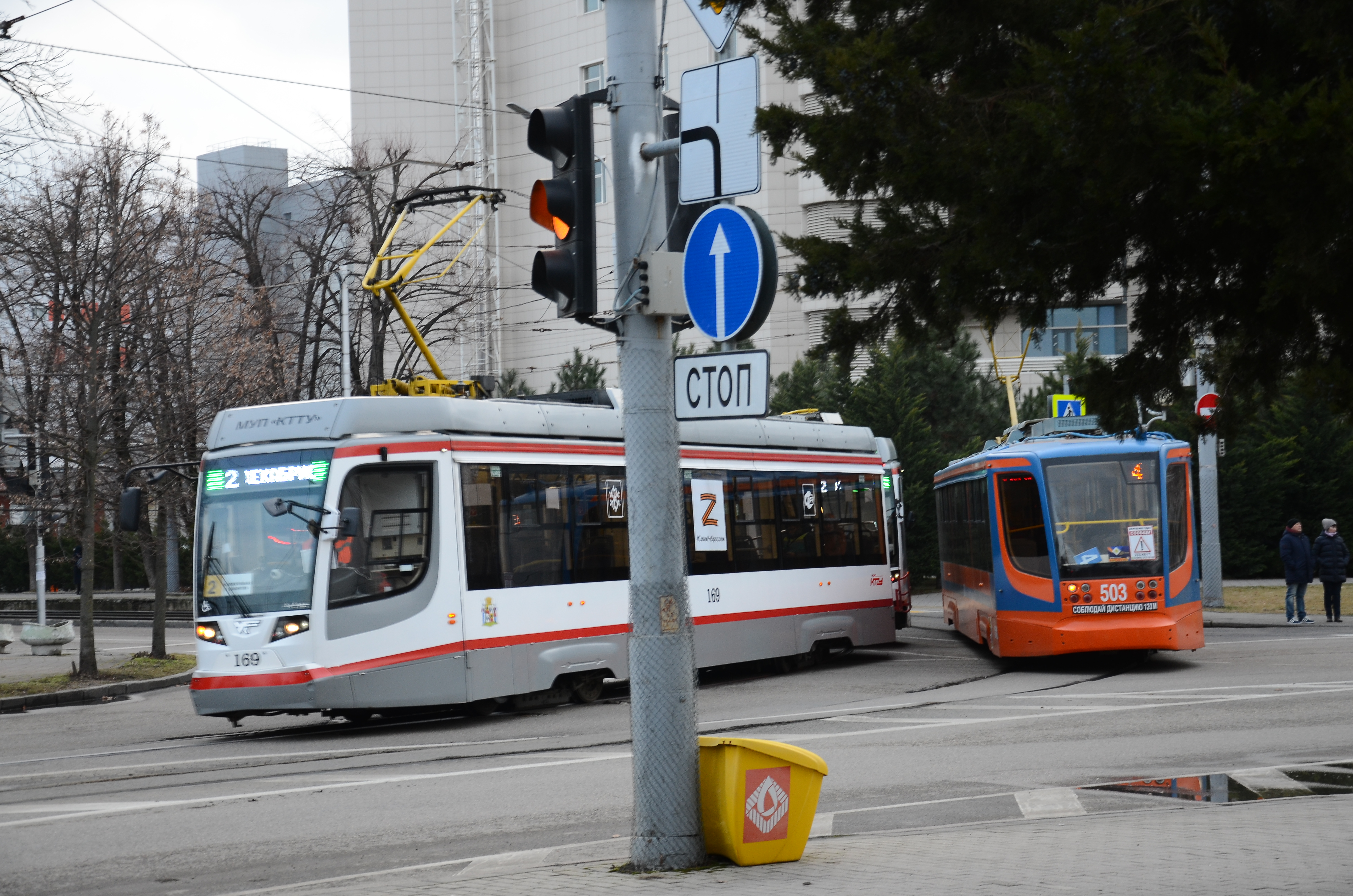
71-623（右） 71-623-04（左） （2023年撮影）
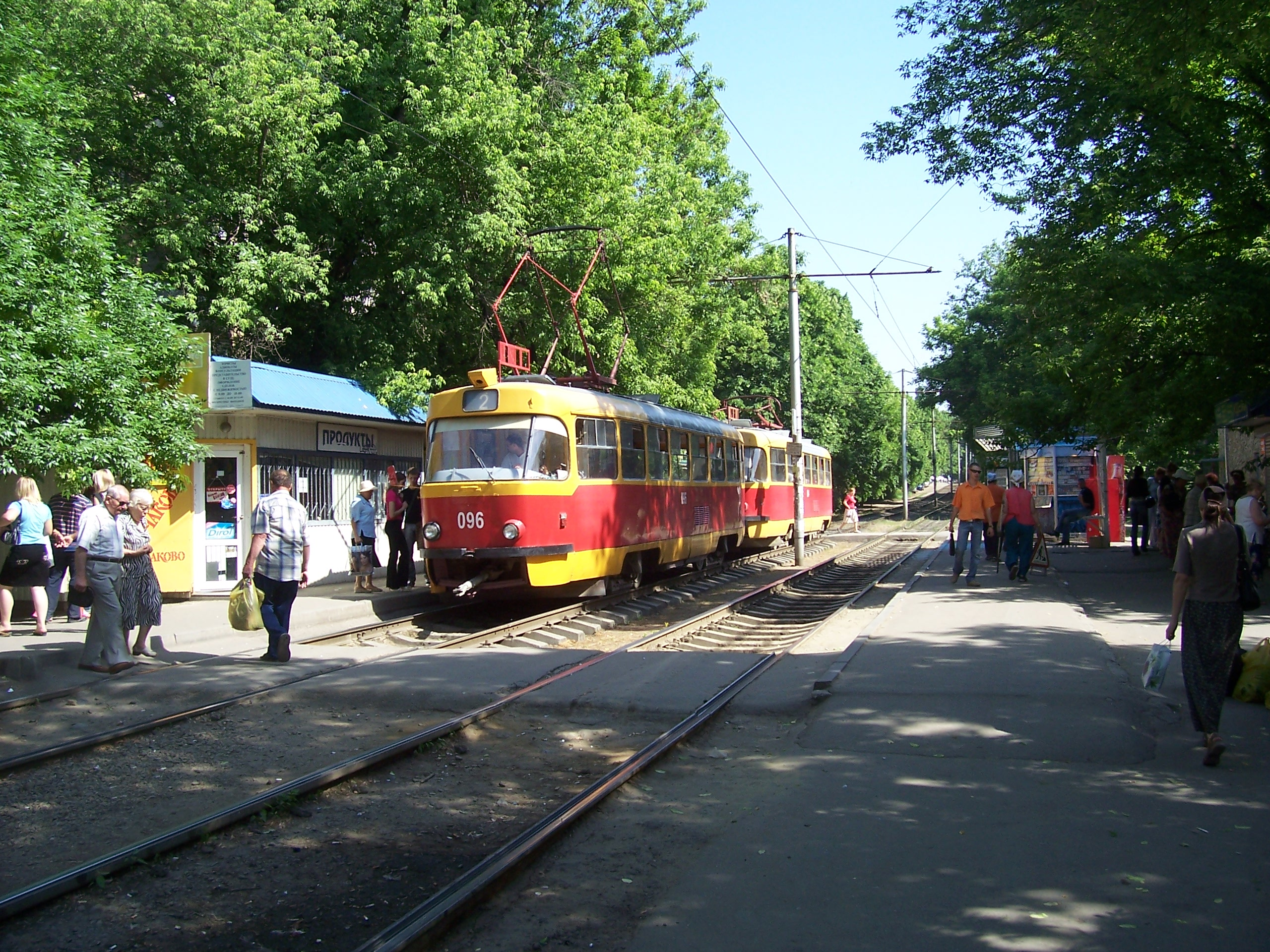
71-931（動画） （2016年撮影）
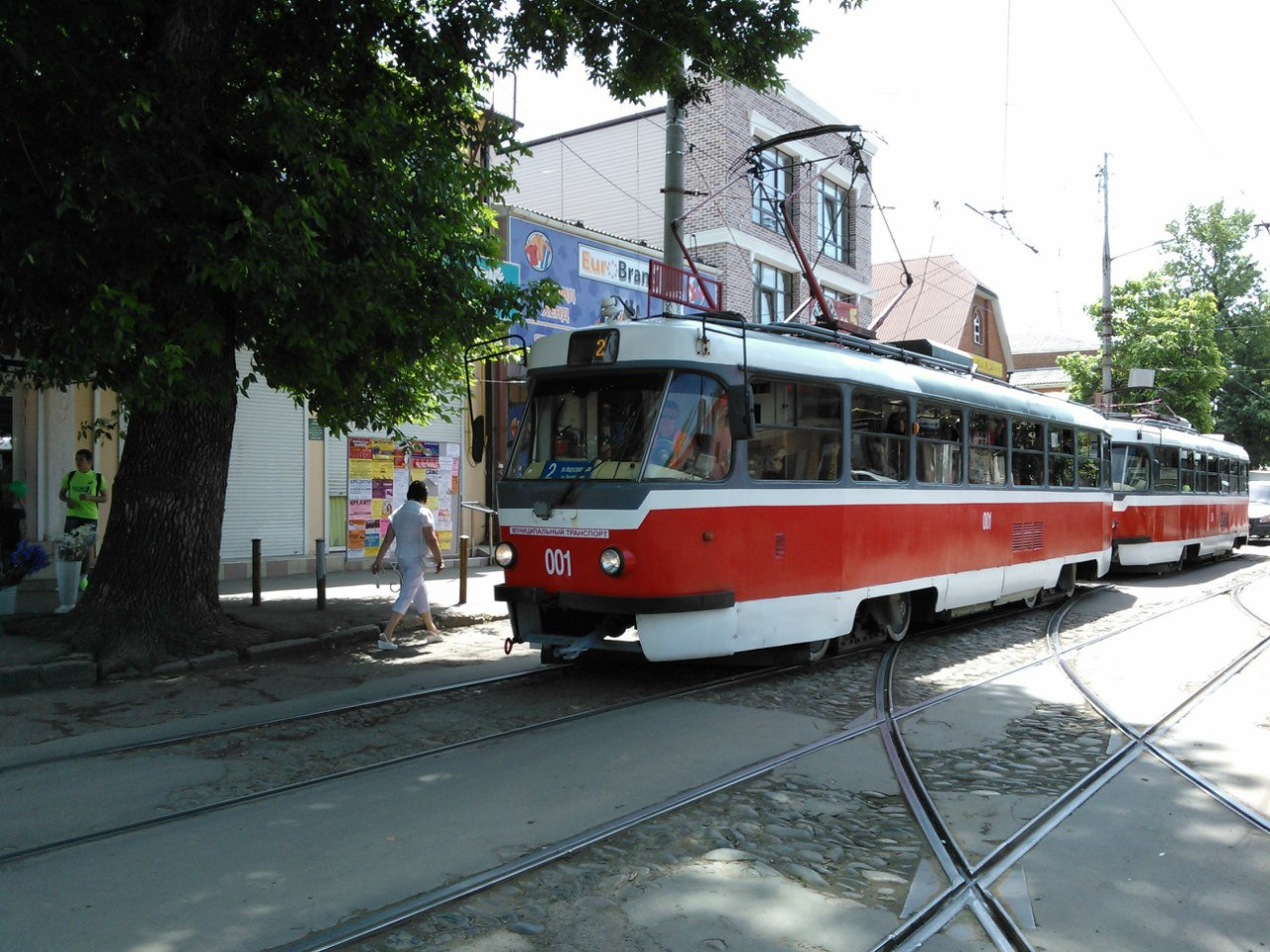
タトラT3 （2007年撮影）
- タトラT3（更新車両）
（2017年撮影）

## 今後の予定
クラスノダール路面電車・トロリーバス管理公社では2019年以降クラスノダール市からの支援を受けた新型車両の導入および既存車両の更新工事が進行しており、超低床電車（71-623-04、71-631-04）の大量導入はその一環である。また、既存の4つの系統に関しての延伸計画も進んでおり、今後も人口増加が予測されているクラスノダールにおける重要な公共交通機関としての整備が実施される予定となっている。